# Schubertiade Vorarlberg
Les Schubertiades Vorarlberg en Autriche sont considérées comme le plus important festival Schubert du monde. Le nom de Schubertiade vient des soirées privées organisées par et autour du compositeur Franz Schubert pour jouer uniquement ses œuvres. Au XXe siècle, ce terme désigne également les festivals et les fêtes de la musique (à Schwarzenberg/V, New York/USA et Vienne), au programme desquels on trouve principalement des compositions de Schubert.

## Histoire
Ce festival fut créé en 1976 à Hohenems par le bariton allemand Hermann Prey et le responsable culturel autrichien Gerd Nachbauer. Prey voulait mettre en scène les œuvres de Schubert par ordre chronologique de création. Après des divergences d’opinions concernant l’organisation du festival, Prey se retira de la direction en 1981 et créa une autre Schubertiade à Vienne sur le principe chronologique.

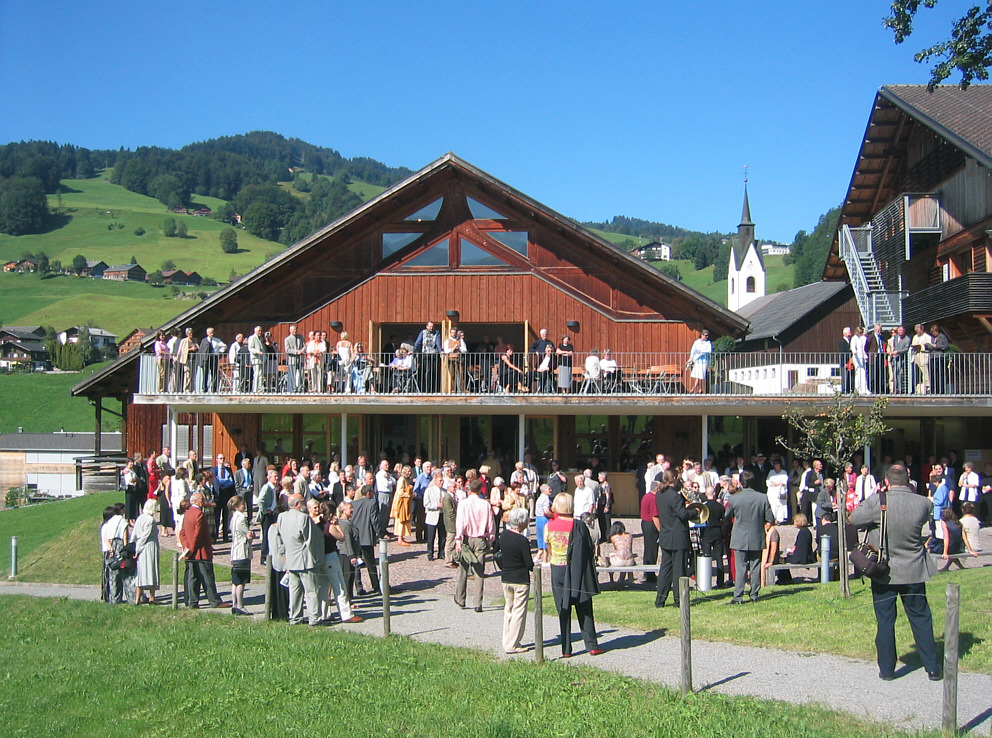
Schubertiade de 2004

La Schubertiade en Vorarlberg eut lieu d’abord au Palais d’Hohenems, puis à Feldkirch et ses environs à partir de 1991. Depuis 2001, il est surtout organisé à Schwarzenberg. De nombreux interprètes de Lieder, pianistes et musiciens du monde entier viennent à Schwarzenberg en été : entre autres, Ian Bostridge, Robert Holl, Christian Gerhaher, Matthias Goerne, Christoph Prégardien, Thomas Quasthoff, Michael Schade, Angelika Kirchschlager, Diana Damrau, Juliane Banse, Bernarda Fink, Elisabeth Leonskaja, Oleg Maisenberg, Till Fellner, Alfred Brendel, Graham Johnson, Lars Vogt, Renaud Capuçon, Gautier Capuçon – ainsi que des ensembles de musique de chambre comme Alban-Berg-Quartett, le Hagen-Quartett, le Artemis-Quartett et le Emerson-Quartett.
De plus, de grands chanteurs donnent des cours magistraux de chant de Lied (par exemple Thomas Quasthoff, Gundula Janowitz, Edith Mathis) et de quartettes à cordes accessible aussi au public.
Le programme attire des connaisseurs internationaux qui séjournent souvent pour toute la durée du festival.
Depuis 2005, des concerts sont à nouveau donnés dans le lieu de fondation d’Hohenems et ont lieu à différentes dates au cours de l’année dans la Markus-Sittikus-Saal. Pour l'édition 2021 les concerts sont également programmés pour une large part dans l'Angelika Kauffmann Hall à Schwarzenberg.

## Quartier de la Schubertiade
Les grands artistes et compositeurs de musique classique et la riche histoire culturelle de Hohenems sont les principaux thèmes des musées de la Schubertiade. Ces musées s'étendent dans six bâtiments d'importance historique et comprennent quarante salles. Une visite à pied du quartier permet de découvrir d'autres bâtiments qui ont joué un rôle clé dans l'histoire de la Schubertiade : Le palais Hohenems a été le cadre du premier concert de la Schubertiade le 8 mai 1976 et, un an plus tard, l'église paroissiale St Karl a servi de scène à Karl Böhm et à l'Orchestre philharmonique de Vienne. Au cours de l'inauguration de la deuxième Schubertiade, une plaque commémorative a été découverte par Hermann Prey sur le lieu de naissance du père de Josef Sulzer, Salomon Sulzer (1804-1890). Il était cantor à Vienne, où il était également reconnu comme un excellent chanteur de lieder, et avait commandé à Schubert lui-même un arrangement de psaume.